# Врокастро
Врокастро (на гръцки: Βρόκαστρο) е антично селище в източната част на остров Крит, Гърция, в областна единица Ласити и дем Агиос Николаос. Отстои на 1,5 km източно от Приниатикос Пиргос – друг античен град от същия период. Днес в близост до него се намира село Кало Хорио.
Разположено над залива Мирабело, Врокастро е било добре защитено и заради своята недостъпност е могло да служи като убежище. Населено е за първи път през средноминойския период (2100 – 1700 г.пр.н.е.) и е напуснато през 7 в.пр.н.е.
Първите археологически разкопки тук са проведени през 1910 – 1912 г. от американската археоложка Едит Хол от Университета на Пенсилвания.
Селището е разположено на стръмен, естествено укрепен хълм подобно на много други подобни поселения, в които местното население се изтегля по труднодостъпните негостоприемни върхове на Крит след западането на минойската цивилизация при нахлуването на дорийците.